# Mordella octoguttata
Mordella octoguttata es una especie de coleóptero de la familia Mordellidae.

## Distribución geográfica
Habita en Woodlark (Papúa Nueva Guinea).